# Football League Third Division
Football League Third Division từng là hạng đấu thứ ba trong hệ thống các giải bóng đá Anh mùa 1920–21 và một lần nữa từ 1958 tới 1992.Với việc thành lập FA Premier League hạng đấu trở thành hạng tư. Năm 2004 sau khi thành lập Football League Championship, hạng đấu được đổi tên thành Football League Two. Ngày 19 tháng 5 năm 2016, thông báo được đưa ra về việc Football League 3 sẽ được thành lập, với việc lên và xuống giữa Premier League và FL Championship được giữ nguyên. Giải đấu mới dự kiến bắt đầu khởi tranh từ mùa 2019/20 và sẽ không có đội nào của Football League 2 sẽ xuống National League mùa 2018/19. Các đội Premier League B cũng được cân nhắc tham dự giải đấu mới.

## Các câu lạc bộ sáng lập Third Division (1920)
Phần lớn các câu lạc bộ là từ giải đấu cao nhất của Southern Football League 1919–20, trong kế hoạch mở rộng Football League nam Birmingham. Như Cardiff City từ lâu được coi là ứng viên tiềm năng cho Second Division do thành tích tốt của họ tại FA Cup và sự thống trị ở Southern League, họ được lên thẳng Second Division còn Grimsby Town, đội xếp cuối Second Division mùa 1919–20, bị xuống hạng.
- Brentford F.C.
- Brighton & Hove Albion F.C.
- Bristol Rovers F.C.
- Crystal Palace F.C. (đội vô địch đầu tiên mùa 1920–21)
- Exeter City F.C.
- Gillingham F.C.
- Grimsby Town F.C.
- Luton Town F.C.
- Merthyr Town F.C.
- Millwall F.C.
- Newport County A.F.C.
- Northampton Town F.C.
- Norwich City F.C.
- Plymouth Argyle F.C.
- Portsmouth F.C.
- Queens Park Rangers F.C.
- Reading
- Southampton
- Southend United F.C.
- Swansea Town F.C.
- Swindon Town F.C.
- Watford F.C.

## Sự phân chia Third Division
Giải đấu tiếp tục mùa 1921–22 với tên gọi Football League Third Division South trong khi Football League Third Division North được thành lập dành cho các câu lạc bộ miền Bắc, hai hạng đấu hình thành nên hạng ba.
Sự phân chia địa lý được bỏ năm 1958 với việc thành lập Football League Fourth Division.

## Third Division duy nhất
Thành viên ban đầu mùa 1958–59 gồm:
- Từ Third Division North: Accrington Stanley, Bradford City, Bury, Chesterfield, Halifax Town, Hull City, Mansfield Town, Rochdale, Stockport County, Tranmere Rovers, Wrexham
- Từ Third Division South: Bournemouth, Brentford, Colchester United, Newport County, Norwich City, Plymouth Argyle, Queens Park Rangers, Reading, Southampton, Southend United, Swindon Town
- Xuống hạng từ Second Division: Doncaster Rovers, Notts County

Trong số này, Bradford, Hull, Norwich, Notts, QPR, Reading, Southampton, và Swindon từng thi đấu ở hạng đấu cao nhất. Stockport, Doncaster, Notts County và Rochdale lần đầu xuống Fourth Division mùa giải sau đó (1959–60). Tại Second Division, đội vô địch và á quân lên thẳng hạng; đội xếp thứ ba cũng được lên thẳng bắt đầu từ năm 1974. Play-off cho suất thăng hạng thứ ba được đưa vào từ năm 1987. AFC Bournemouth, trước đây là Bournemouth & Boscombe Athletic, giữ kỷ lục là câu lạc bộ có thời gian ở hạng đấu này lâu nhất.
Third Division của bóng đá Anh kéo dài tổng cộng 72 năm, 38 năm đầu với hai hạng đấu được công nhận (dù chỉ có 31 mùa giải do Thế chiến thứ hai) trước khi có 34 năm là một hạng đấu toàn quốc. Plymouth Argyle là câu lạc bộ thành công nhất của hạng đấu ở những năm này, vô địch quốc gia hai lần và cũng có hai lần vô địch miền nam.
Năm 1992 FA Premier League ra đời và Football League giảm số lượng, khiến Third Division trở thành hạng đấu thứ tư. Xem Football League One cho lịch sử của hạng ba sau đó.

## Vô địch Third Division
Xem Danh sách các đội vô địch English Football League One và các giải tiền thân cho các đội vô địch trước năm 1992 và Danh sách các đội vô địch English Football League Two và các giải tiền thân cho các đội vô địch sau đó.